# Калум Скотт
Калум Скотт (англ. Calum Scott; нар. 12 жовтня 1988, Кінгстон-апон-Галл (Англія) — англійський співак і автор пісень. 2015 року він набув популярності завдяки участі в популярному телевізійному шоу Britain's Got Talent. Пізніше, як сингл, він випускає свою версію хіта співачки Робін «Dancing On My Own», який посів друге місце в UK Singles Chart і став найпродавнішою піснею сезону у Великої Британії. 2018 року спільно з Леоною Льюїс випустив сингл « You Are the Reason».

## Кар'єра

### 2013–2015: Початок кар'єри таBritain's Got Talent
15 серпня 2013 року Скотт виграв конкурс талантів Mail's Star Search, організований видавництвом газети Hull Daily Mail. Потім він приєднався до триб'ют-групи Maroon 4 і разом із ними гастролював у всьому Сполученому Королівстві. У 2014 році він, спільно з Джоном Макінтайром, сформував електронний дует The Experiment. Дебютний сингл «Girl (You're Beautiful)» вийшов 14 червня. Вони виконали цю пісню на Good Morning Britain and BBC Look North, але після дует розпався.
11 квітня 2015 року Калум проходив прослуховування для шоу Britain's Got Talent, що транслювалося на ITV. Перед його виходом на сцену його сестра Джейд також проходила прослуховування, але була зупинена в процесі Саймон Коуелл. Джейд отримала відразу три голоси «ні» від Аманди Голден, Девіда Волльямса і Саймона Коуелла (думка Аліші Діксон не було озвучено, тому що воно вже нічого не вирішувало). Попри нервозність, викликану відмовою його сестрі з боку журі, Калум виконав кавер на пісню співачки Робін «Dancing On My Own», яку він почув при виступі рок-гурту Kings of Leon на Live Lounge BBC Radio 1 у 2013. Після отримання бурхливих овацій від суддів, Коуелл натиснув «Золоту кнопку», надавши Скотту автоматичне проходження на лайв-шоу. Пояснюючи своє рішення відправити Скотта прямо до півфіналу, Коуелл сказав:

"Я жодного разу за всі роки сидіння у журі у цьому шоу не чув хлопця з таким величезним талантом. Серйозно. І це було чудово, і показало мені, що ви більше, ніж просто співак, ви артист, і саме тому ви отримали її (кнопку)"
Після цього прослуховування, Скотт отримував підтримку від таких зірок як Little Mix та Ештон Кутчер.
Після його появи в першому епізоді шоу кількість його читачів у Twitter зросла з 400 до більш ніж 25 000. Відео з його прослуховуванням набрало понад 328,000,000 переглядів на YouTube. У півфіналі, що відбувся 29 травня, Скотт виконав композицію «We Don't Have to Take Our Clothes Off» Джермейна Стюарта. Волльямс коментував: «Ти реально звучиш як студійний артист», тоді як Аліша Діксон припустила, що він матиме «успіх у всьому світі». Він виграв півфінал з 25,6 % голосів, вирушаючи цим у фінал. У фіналі, який відбувся 31 травня, Скотт виконав пісню " Diamonds " співачки Ріанни та фінішував шостим із 12 учасників, набравши 8,2 % голосів. Після «British's Got Talent» Скотт розпочав серію шоу по всій Великобританії, включаючи Viking FM Future Star Awards, Flamingo Land Resort Fair, десятиліття Westwood Cross Shopping Centre, Gibraltar Summer Nights, Hull Daily Mail's Star та Dartford Festival.

### 2016 — справжнє:Only Human

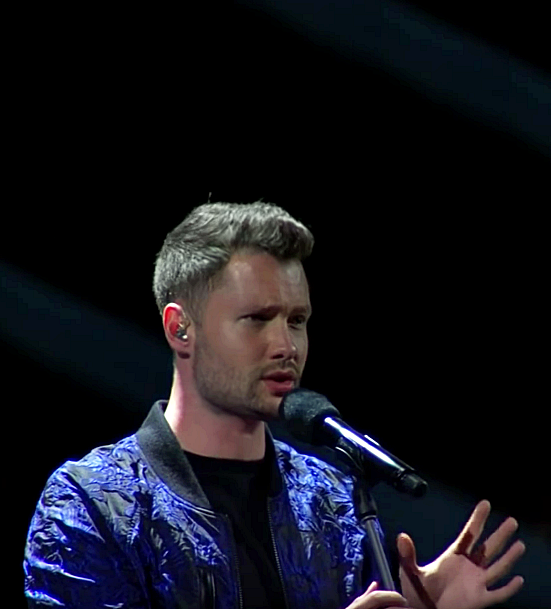
Скотт на виступі в Tabernacle, UK, в 2016 році.

15 квітня 2016 року Скотт самостійно випускає кавер на Dancing On My Own. Пісня несподівано стала хітом, вперше потрапивши на 40-е місце у чартах у травні та потрапивши у топ-40, попри непомітне промо з єдиної радіостанції West Hull FM. Потім вона була додана в C List Radio 2 і 5 серпня посіла друге місце в UK Singles Chart. У серпні 2016 року сингл був сертифікований як платиновий у Великій Британії, продавши більше 600 000 копій. 24 травня у Твіттері Скотт оголосив про те, що підписав контракт із Capitol Records на випуск дебютного альбому. Скотт представляв свою пісню на таких телевізійних шоу, як BBC Look North, Lorraine (TV programme), Weekend (TV programme), Late Night with Seth Meyers та бразильському Encontro com Fátima Bernardes. Він також просував пісню на кількох радіостанціях, зокрема на BBC Radio Humberside, Viking FM, Radio Gibraltar, BFBS Radio and Gibraltar Broadcasting Corporation. 16 вересня він, спільно з відомою бразильською артисткою Іветою Сангалу, робить реліз промосингла " Transformar ", що є офіційною темою Літніх Паралімпійських ігор 2016 року. Вони виконали його на церемонії закриття Паралімпійських ігор 18 вересня. У вересні 2016 року стало відомо, що «Dancing On My Own» стала найзавантажуванішою піснею літа у Великій Британії.
У 2017 році він провів тур у США і випустив сингл You Are the Reason. Також цього ж року він почав працювати над своїм дебютним альбомом Only Human, який згодом вийшов 9 березня 2018 року. Реліз нової версії «You Are the Reason» відбувся перед виходом альбому на початку 2018 року як колаборація з Леоною Льюїс, і яка була ними виконана на The One Show у лютому 2018 року. У травні Скотт випускає четвертий сингл зі свого альбому Only Human під назвою «What I Miss Most».
У жовтні 2018 року Скотт випустив новий сингл під назвою «No Matter What». Після релізу Скотт заявив, що: «No Matter What», без сумніву, сама особиста його пісня, з усіх тих, що він коли-небудь писав, і якою він найбільше пишається. Ця пісня створена з самотності, прийняття себе і несамовитої історії визволення після мого камінг-ауту. Що я люблю в цій пісні, так це те, що вона не обмежується розповіддю про сексуальну ідентичність, а також зачіпає стосунки між батьком та дитиною та про прийняття в цілому. Цієї пісні не було у моєму дебютному альбомі, бо я тоді просто не був готовий показати її світові. "

## Дискографія

### Студійні альбоми
| Назва      | Інформація                                                                    | Місця у чартах | Місця у чартах | Місця у чартах | Місця у чартах | Місця у чартах | Місця у чартах | Місця у чартах | Місця у чартах | Сертифікати                    |
| Назва      | Інформація                                                                    | UK             | AUS            | BEL (FL)       | CAN            | IRE            | NLD            | NZ             | US             | Сертифікати                    |
| ---------- | ----------------------------------------------------------------------------- | -------------- | -------------- | -------------- | -------------- | -------------- | -------------- | -------------- | -------------- | ------------------------------ |
| Only Human | - Вийшов: 9 березня 2018 - Лейбл: Capitol - Формати: CD, LP, digital download | 4              | 5              | 35             | 27             | 19             | 75             | 26             | 66             | - ARIA: Золотий - BPI: Срібний |

### Сингли

#### Як провідний артист
| Назва                                                                | Рік випуску        | Місця у чартах | Місця у чартах | Місця у чартах | Місця у чартах | Місця у чартах | Місця у чартах | Місця у чартах | Місця у чартах | Місця у чартах | Місця у чартах | Сертифікати                                                                                            | Альбом                      |  |
| Назва                                                                | Рік випуску        | UK             | AUS            | BEL (FL)       | DEN            | IRE            | NLD            | NZ             | SCO            | SWE            | US Adult       | Сертифікати                                                                                            | Альбом                      |  |
| -------------------------------------------------------------------- | ------------------ | -------------- | -------------- | -------------- | -------------- | -------------- | -------------- | -------------- | -------------- | -------------- | -------------- | --- | --------------------------- |  |
| „Dancing On My Own“                                                  | 2016               | 2              | 2              | 19             | 8              | 4              | 14             | 5              | 1              | 4              | 15             | - BPI : 2× Платиновий - ARIA : 6× Платиновий - IFPI DEN: Золотий - RMNZ: Платиновий - RIAA: Платиновий | Only Human                  |  |
| „Rhythm Inside“                                                      | 2016               | 90             | -              | -              | -              | -              | -              | -              | 23             | -              | -              | | Only Human                  |  |
| » You Are the Reason "                                               | 2017               | 43             | 27             | -              | -              | 55             | -              | -              | 6              | -              | 11             | - BPI: Срібний - ARIA: 2x Платиновий - MC : 2x Платиновий - RIAA: Золотий                              | Only Human                  |  |
| scope="row"                                                          | «What I Miss Most» | 2018           | -              | -              | -              | -              | -              | -              | -              | 83             | -              | - | Only Human                  |  |
| «No Matter What»                                                     | -                  | 2018           | 137            | -              | -              | -              | -              | -              | 53             | -              | -              | | Only Human: Special Edition |  |
| «Undo» (with Naughty Boy & Shenseea)                                 | 2019               | -              | -              | -              | -              | -              | -              | -              | -              | -              | -              | | Bungee Jumping              |  |
| «—» означає, що реліз не потрапив у чарт чи не виходив у цій країні. |                    |                |                |                |                |                |                |                |                |                |                | |                             |  |

#### Як запрошений артист
| Назва                                                 | Рік випуску | Альбом            |
| ----------------------------------------------------- | ----------- | ----------------- |
| «Give Me Love» (Don Diablo спільно з Калумом Скоттом) | 2018        | Future            |
| «Love on Myself» (Фелікс Йен разом з Калумом Скоттом) | 2019        | Неальбомний сингл |

### Промосингли
| Назва                                   | Рік випуску | Альбом            |
| --------------------------------------- | ----------- | ----------------- |
| »Transformar (Change)"(з Івечі Сангалу) | 2016        | Неальбомный сингл |

### Співавторство пісень
| Назва               | Рік випуску | Артист(и) | Альбом                | Частка    |
| ------------------- | ----------- | --------- | --------------------- | --------- |
| «The Joke Is on Me» | 2018        | Boyzone   | Thank You & Goodnight | Співавтор |

Notes

## Відеографія

### Як провідний артист
| Назва                                                        | Рік випуску | Режисер                     |
| ------------------------------------------------------------ | ----------- | --------------------------- |
| » Yours «                                                    | 2015        | Astor Production            |
| » When We Were Young "                                       | 2015        | Shoot J Moore               |
| «Dancing On My Own»                                          | 2016        | Ryan Pallotta               |
| «Dancing On My Own» (Tiësto Remix)                           | 2016        | Josh Killacky і David Moore |
| «Rhythm Inside»                                              | 2017        | Howard Greenhalgh           |
| «You Are the Reason»                                         | 2018        | Frank Borin                 |
| «You Are the Reason» (Duet version) (спільно з Леоною Льюїс) | 2018        |                             |
| «What I Miss Most»                                           | 2018        | Ozzie Pullin                |
| «No Matter What»                                             | 2018        | Ozzie Pullin                |

### Колаборації
| Назва                  | Рік випуску | Режисер          |
| ---------------------- | ----------- | ---------------- |
| «Transformar (Change)» | 2016        | Radamés Venâncio |

### Як запрошений артист
| Назва          | Рік випуску | Режисер             |
| -------------- | ----------- | ------------------- |
| «Give Me Love» | 2018        | Patrick Van Der Wal |

## Концертні тури
- North American Tour (2016–17)
- Only Human Tour (2018)

## Нагороди та номінації
| Рік  | Нагорода    | Категорія                    | Пісня             | Результат |
| ---- | ----------- | ---------------------------- | ----------------- | --------- |
| 2017 | Brit Awards | «British Single of the Year» | Dancing on My Own | Номінація |

## Особисте життя
Скотт — відкритий гей. Калум каже, що у нього були проблеми з його орієнтацією, поки він ріс, але з моменту, як він подорослішав, він став впевненішим у своїй ідентичності.